# 吳秋北

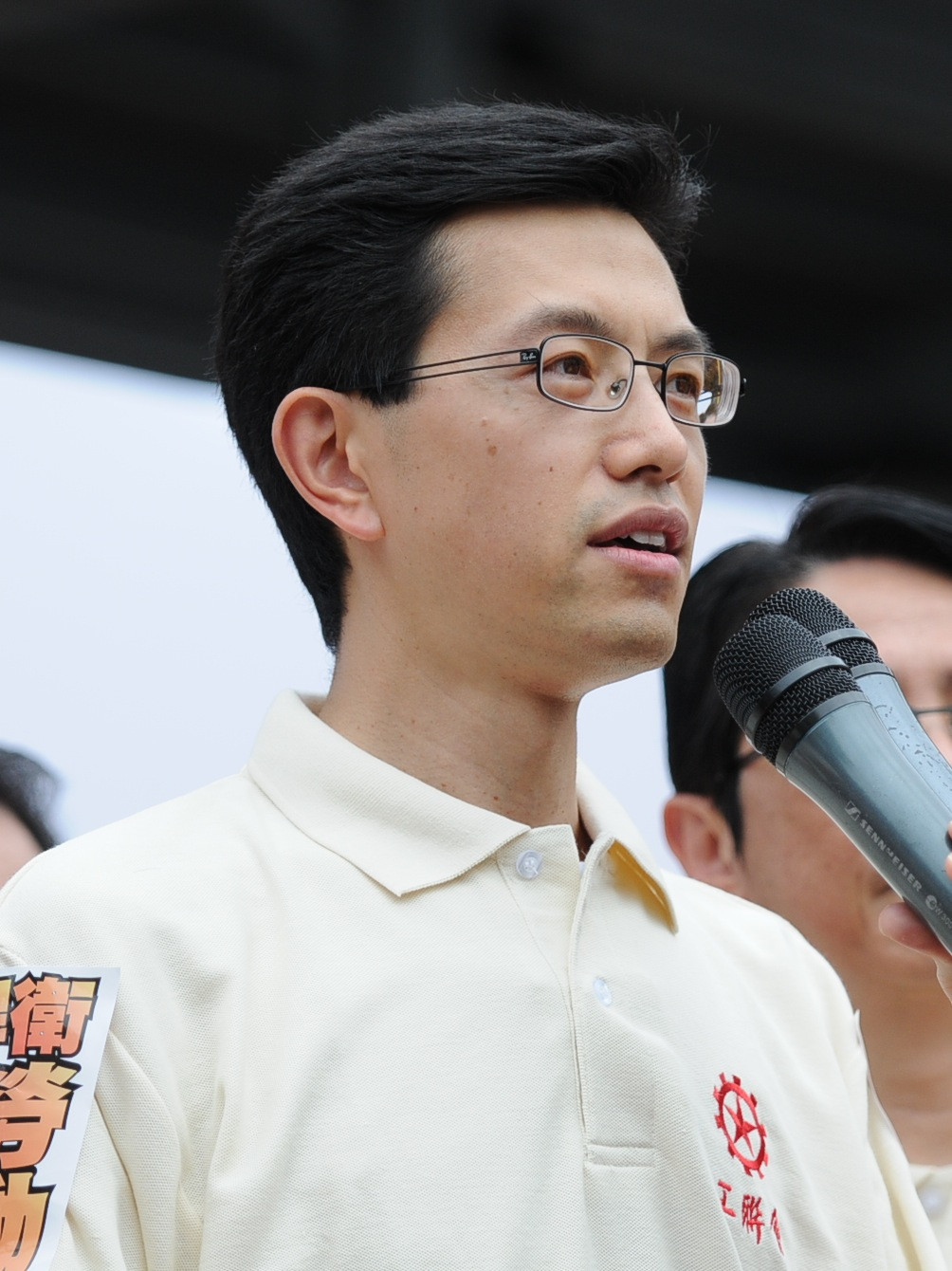
吳秋北（攝於2011年）

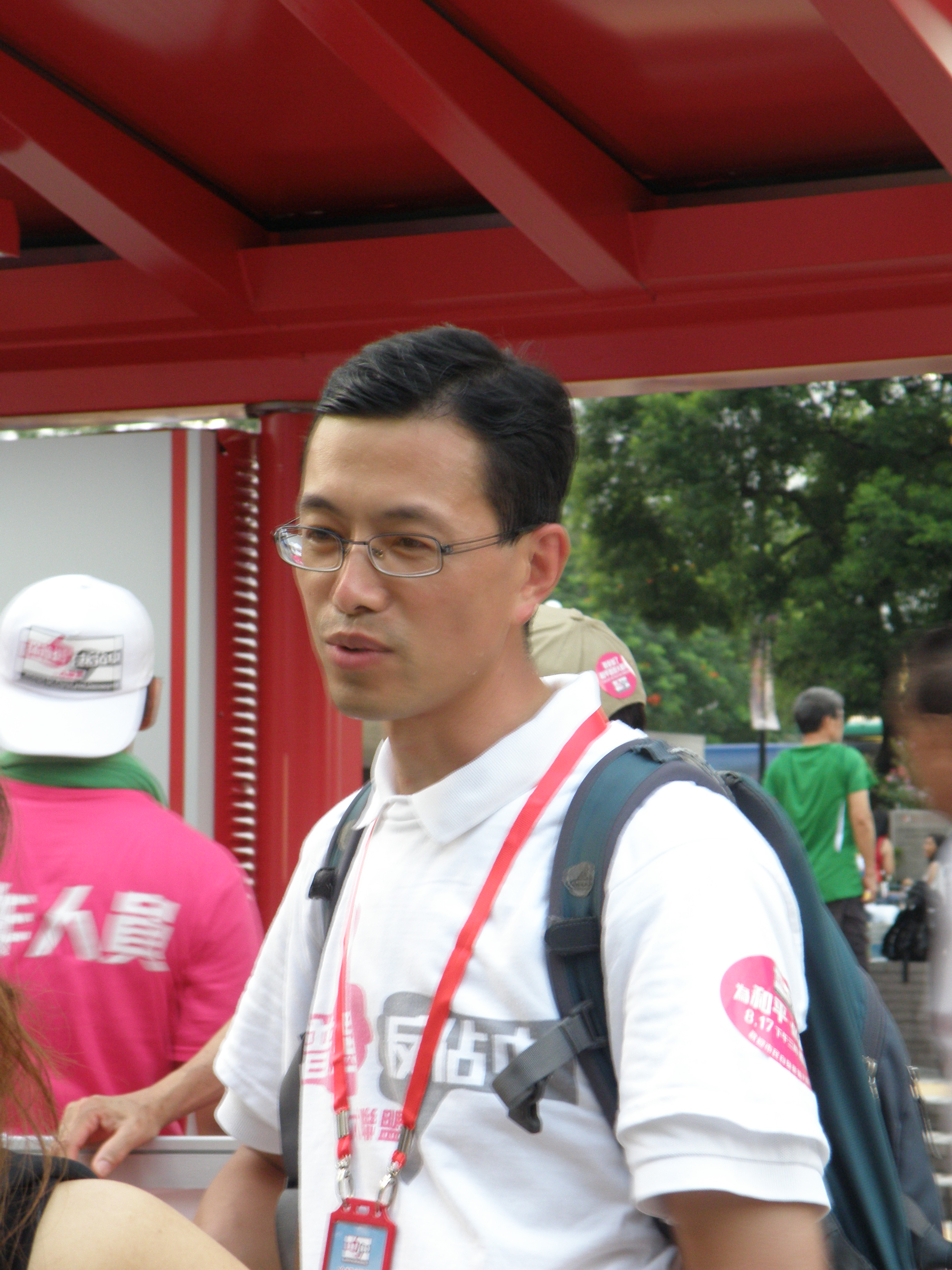
時任工聯會理事長的吳秋北於2014年「反對佔領中環」817大遊行

吳秋北，GBS，JP（1970年2月8日—），福建晉江人，現任香港立法會議員（香港島東），行政會議成員，香港再出發大聯盟副秘書長、香港工會聯合會會長和港區全國人大代表。同時為香港文職及專業人員總會會長、勞工顧問委員會委員（勞方代表）、標準工時委員會委員、廈門市政協常務委員。曾任工聯會理事長和中央政策組非全職顧問。2019年7月獲頒銀紫荊星章。2025年7月獲頒金紫荊星章。

## 簡歷

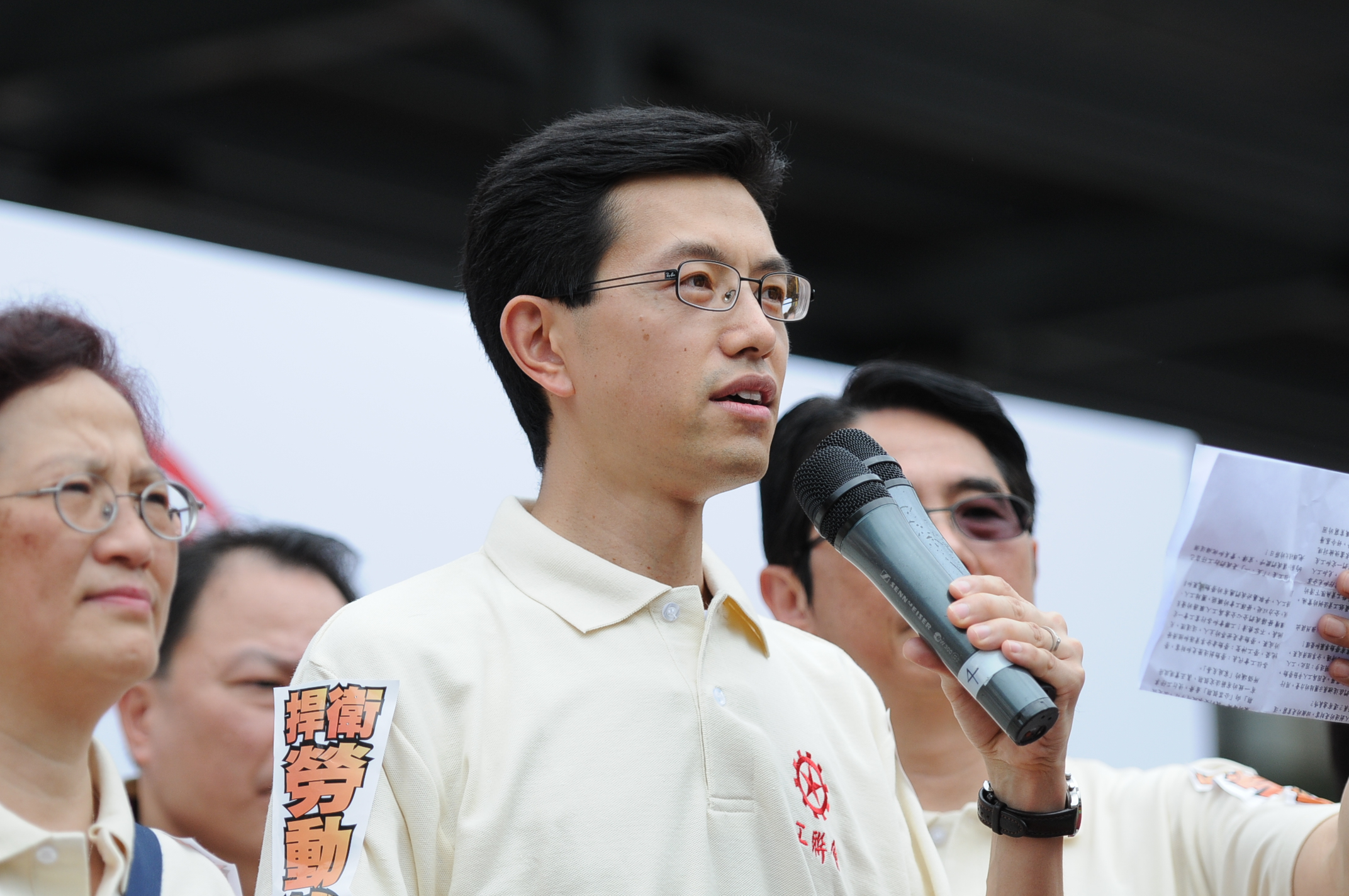
吳秋北於2011年「捍衛勞動尊嚴」五一大遊行

吳秋北早年在香港島北角成長，就讀北角官立小學和筲箕灣東官立中學。2009年於中國社會科學院文學研究所攻讀文學批評博士學位。
2010年，吳秋北參選角逐勞工顧問委員會（勞顧會）勞工代表，獲342票高票當選。吳秋北參與勞顧會工作期間，協助推動最低工資的立法以及監察立法後之實施情況，又提出「就業優先的經濟發展策略」的政綱，強調經濟發展必須以就業為優先考慮，即在發展經濟的過程中帶動更多就業機會。
2021年香港立法會選舉，吳秋北角逐地區直選香港島東選區，並以64,509票當選。
2022年7月起，擔任行政會議非官守議員。

## 政治立場
吳秋北反對「佔領中環」行動。2014年，他和周融等左派人士組建「反佔中」政治組織「保普選反佔中」大聯盟，於7月底至8月中和10月底至11月初在全港舉行「保和平、保普選、反暴力、反『佔中』」簽名運動。7月19日在全港十八區舉行親身簽名行動。吳秋北稱大聯盟宣布成立後有很多市民查詢如何參加簽名行動，證明部分市民對違法「佔中」十分不滿。聯盟又計劃參與民間舉行的「撐警」遊行，支持警方嚴正執法。
2015年，他提出在香港基本法23條立法之前，讓《國家安全法》適用於香港。

## 個人生活
吳秋北已婚，有三位女兒。

## 部分言論及爭議

### 批評法官及司法制度
2018年9月8日，香港終審法院就反新界東北撥款示威案作裁決，判13名被告上訴得直，當庭釋放。其後吳秋北在facebook發帖，內容包括「終院法官做老好人......予釋放，縱其惡」等字，明確批評「違法免受懲罰是混淆是非，將毒害一代青年。法官老爺已成青年殺手，社會罪人！」，被行政長官林鄭月娥不點名指出有人對法官進行批評及人身攻擊，對此感遺憾，認為不論是否滿意法庭裁決，但詆毀法官、蔑視香港司法制度甚至對法官進行人身攻擊都是不能接受的，而且是對香港司法的一大損害。吳則再在facebook發帖要求媒體「不要片面引用、解讀」他的言論，並說「法治的墮落崩壞有其自身原因，不是詆毀得了的」。

### 拥护毛澤東
2018年12月26日，適逢中共已故領導人毛澤東125歲誕辰，吳秋北在社交網站發帖文說「從中華民族偉大復興的角度看，毛主席更具開天闢地的首創之功」，又說「這才是中國人的聖誕節」，認為中國歷史上下五千年，從三皇五帝到毛主席，都是中華民族的驕傲，並對歷史傑出人物的貢獻表示肯定，甚至把他作為民族的象徵或神祇，但這並非指歷史傑出人物多麼完美無缺，而是強調他們推動和結合歷史發展大潮所作出卓越貢獻，從這角度看便是毛主席、周恩來總理等人讓中國人站起來、鄧小平讓中國人富起來、習近平讓中國人強起來。認為把他們放在整個中華文明史上都毫不遜色。他並批評不知擁護、愛戴的國家是沒有希望的奴隸之邦。言論引來批評，指毛澤東涉及發動文化大革命，不會「神化」他。

### 批評李嘉誠為「曱甴王」
反送中運動期間，親中陣營及香港警察不時使用「曱甴」等非人化詞語形容社運人士。香港首富李嘉诚曾刊登廣告，指「黃台之瓜、何堪再摘」，又發言稱希望政府對未來主人翁網開一面，結果吳秋北於2019年9月15日在Facebook发帖，分享一篇橙新聞的文章，批评李嘉诚，帖子配图将李嘉诚比作“曱甴王”。

### 转载關於少女向反送中人士提供免費性服務的新聞
2019年9月24日，吳秋北於Facebook轉載一張來自點新聞之圖片，除了暗示抗爭者強行要求年輕少女提供免費性服務外，亦暗示部分抗爭者及採訪記者患有愛滋。愛滋健康關注社強調，感染愛滋病並不影響健康，亦不影響工作能力，籲網民罷睇及停止分享相關所有報道。

### 質疑並批評袁國勇團隊研究
2020年6月13日，吳秋北發文批評近日發表就2019冠狀病毒病抗體進行研究，袁國勇以「不懂政治」包裝政治主導科學、再以「科學」包裝「不懂政治」的政治。他又質疑相關研究的結果，並指「用400多樣本就能推算220萬人受感染，以此計算，14億中國人口，不是有5.3千萬受感染？！這麼驚人的數字，內地還能這麼平靜，陸續復工，那當真不是將共產黨妖魔化，而是神化了！」又指出「袁科學家是美國強有力的外援」，並指對方又一次「適時」的為美國打擊中國落力配合。並質疑袁國勇「放著武漢1億核酸檢測數據不用，偏偏用這400多樣本，其中奧妙何在？就像放著中國14億公民的民意忽略不計，只聽零星幾個港獨份子大聲叫囂，那又代表得了甚麼？！科學、民意全部政治化，實際就是訛詐！」

### 西方歷史偽史說
2023年2月16日，立法會辯論中國歷史科是否成為必修課時，吳秋北指出中華文明是世界文明上惟一數千年從不間斷的文明，稱西方歷史及文明「處處存疑」，指其上古史包括古希臘及古羅馬「大多是子虛烏有的神話偽史」，而其近化史就多為戰爭、侵略及殖民掠奪，以現代文明標準是「極端邪惡」。有評論質疑其「偽史說」，認為有關說法缺乏理據。

## 外部連結
- 工聯月刊第167期(2009年6月) 新任理事長吳秋北專訪
- 吳秋北的個人博客（页面存档备份，存于）
- 吳秋北的facebook專頁（页面存档备份，存于）